# P. T. Selbit
P. T. Selbit (* 17. November 1881 in Hampstead (London), Grafschaft Middlesex; † 19. November 1938; eigentlicher Name: Percy Thomas Tibbles) war ein englischer Zauberkünstler. Er führte als Erster die Illusion der Zersägten Jungfrau vor.

## Leben und Wirken
Anfang der 1900er Jahre wurde Tibbles ein professioneller Illusionist. Von 1902 bis 1908 trat er mit einer „pseudo-ägyptischen“ Vorstellung unter dem Bühnennamen Joad Heteb (Joab Hetab). 1912 und 1913 arbeitete Tibbles für Maskelyne und Devant. Später entwickelte er sein künftiges Pseudonym durch Rückwärtslesen des Nachnamens unter Weglassung des zweiten Bs; dazu kamen die Initialen der Vornamen.
Die von ihm entwickelte Zersägte Jungfrau führte Selbit am 17. Januar 1921 das erste Mal im Finsbury Park Empire vor. Er entwickelte auch die folgenden Illusionen: Walking through a Wall (1914), Girl/Man without a Middle (1924), Through the Eye of a Needle (1924), Million Dollar Mystery (um 1927), Stretching a Girl, Avoiding the Crush, The Mighty Cheese und Selbit′s Blocks. Auch die Siberian Chain Escape ist möglicherweise von Selbit.
P. T. Selbit hat heute einen Platz in der Hall of Fame der Society of American Magicians.

## Publikationen

### Autor
- The Magician's Handbook: a Complete Encyclopedia of the Magic Art. 1901. (2. Ausgabe: Marshall & Brookes, 1902; 3. Ausgabe: Dawbarn & Ward, 1904) (Einband und Inhaltsverzeichnis, Online-Version).
- The Magical Entertainer. G. Ornum, 1906.
- Sawing Thro' A Woman. In: The Magic Wand, Ausg. 9, Nr. 108, Februar 1921.

### Herausgeber
- 1905–1910: The Wizard. Später unter anderer Herausgeberschaft The Magic Wand.